# Anton Domenico Gabbiani

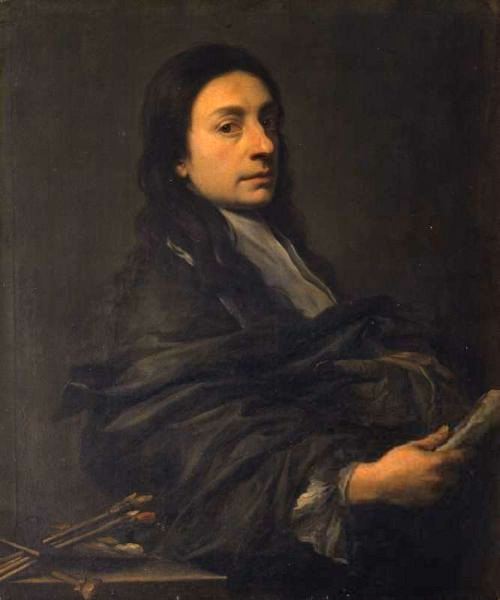
Selbstporträt von Anton Domenico Gabbiani, 1685 (Corridoio Vasariano, Florenz)

Anton (oder Antonio) Domenico Gabbiani (* 13. Februar 1652 in Florenz; † 22. November 1726 ebenda)  war ein italienischer Maler und Freskant, Radierer und Kupferstecher des florentinischen Barock.

## Leben
Anton Domenico war ein Sohn von Giovanni Gabbiani und Maria Simi. Seine erste Ausbildung erhielt er in Florenz bei Vincenzo Spada und dem Porträtmaler der Medici, Justus Sustermans. Danach gehörte er acht Jahre lang zur Werkstatt von Vincenzo Dandini.
Dank eines Stipendiums von Cosimo III. de’ Medici konnte er im Mai 1673 gemeinsam mit Giovanni Battista Foggini, Carlo Marcellini und Atanasio Bimbacci für drei Jahre nach Rom gehen, um in der Accademia Fiorentina bei Ciro Ferri und Ercole Ferrata zu studieren. Durch diesen Aufenthalt in der ewigen Stadt geriet er unter den Einfluss der Kunst Pietro da Cortonas und des Klassizisten Carlo Maratta. Es folgte Ende der 1670er Jahre ein Aufenthalt in Venedig, wo er bei dem Porträtmaler Sebastiano Bombelli in die Lehre ging.
1680 kehrte er nach Florenz zurück. Sein erstes erhaltenes Ölgemälde ist das 1685 entstandene Altarbild Der Hl. Franziskus von Sales in der Glorie für die Kirche SS. Apostoli in Florenz.

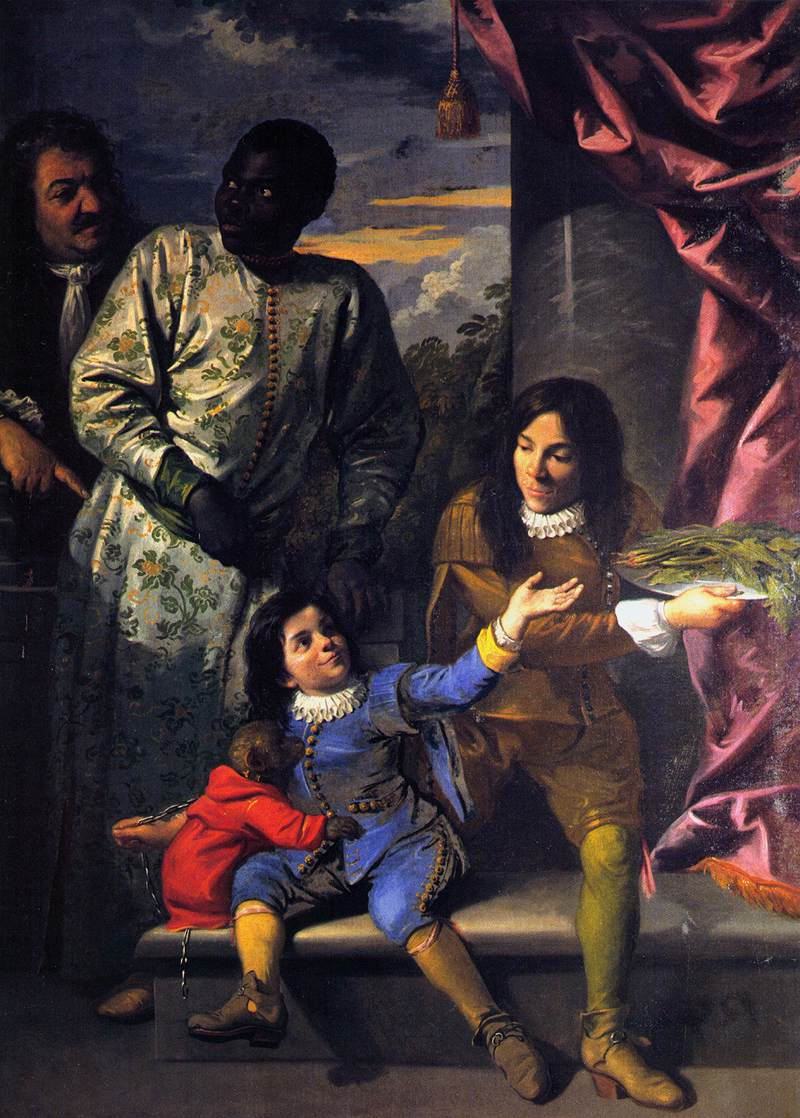
Anton Domenico Gabbiani: Vier Diener und ein Äffchen vom Medicihof, ca. 1684, Palazzo Pitti

Gabbiani war ein begabter und gesuchter Porträtist des Medicihofes unter Großfürst Cosimo III. und vor allem von dessen Sohn Prinz Ferdinando und malte in den 1680er Jahren offizielle Bildnisse von Vittoria della Rovere, Ferdinando und seiner Schwester Anna Maria Luisa, die sich heute im Palazzo Pitti befinden. Im gleichen Zeitraum entstand eine Reihe von Gruppenportraits von Musikern, Kastraten und Instrumentalisten vom Hofe Ferdinandos, die nicht nur künstlerisch, sondern auch musikhistorisch von Bedeutung sind (siehe unten Galerie); ebenso Bildnisse von Jägern und Dienern (siehe Abb. rechts).
Von Juli bis Dezember 1690 war der Maler vorübergehend in Wien.
1690 und 1691 malte er mit einigen Mitarbeitern Fresken in der Galerie des Palazzo Medici-Riccardi und wurde in der Folge zum Protagonisten der barocken Freskenkunst in den Adelspalästen von Florenz. Seine Fresken zeichnen sich durch eine kühles Kolorit und reiche Erfindung (inventio) aus und weisen Einflüsse von Pietro da Cortona, und später auch von Luca Giordano und Sebastiano Ricci auf. Zu Gabbianis Hauptwerken gehören die Dekoration im Mezzaningeschoss des Palazzo Pitti, die er 1692–93 für Prinz Ferdinando ausführte, und die 1696 entstandenen Fresken in der Galerie des Palazzo Corsini. Weitere Freskendekorationen des Künstlers befinden sich in Florenz im Palazzo Strozzi-Ridolfi, in der Casa Gerini, und im Palazzo Orlandini del Beccuto (1697). Für seine 1698 geschaffene Apotheose Cosimos d. Ä. in der Villa Medici in Poggio a Caiano erhielt Gabbiani 400 Scudi.
Er malte auch eine Darstellung des Parnass an der Decke des Teatro della Pergola, die jedoch wie einige andere Werke heute verloren ist.

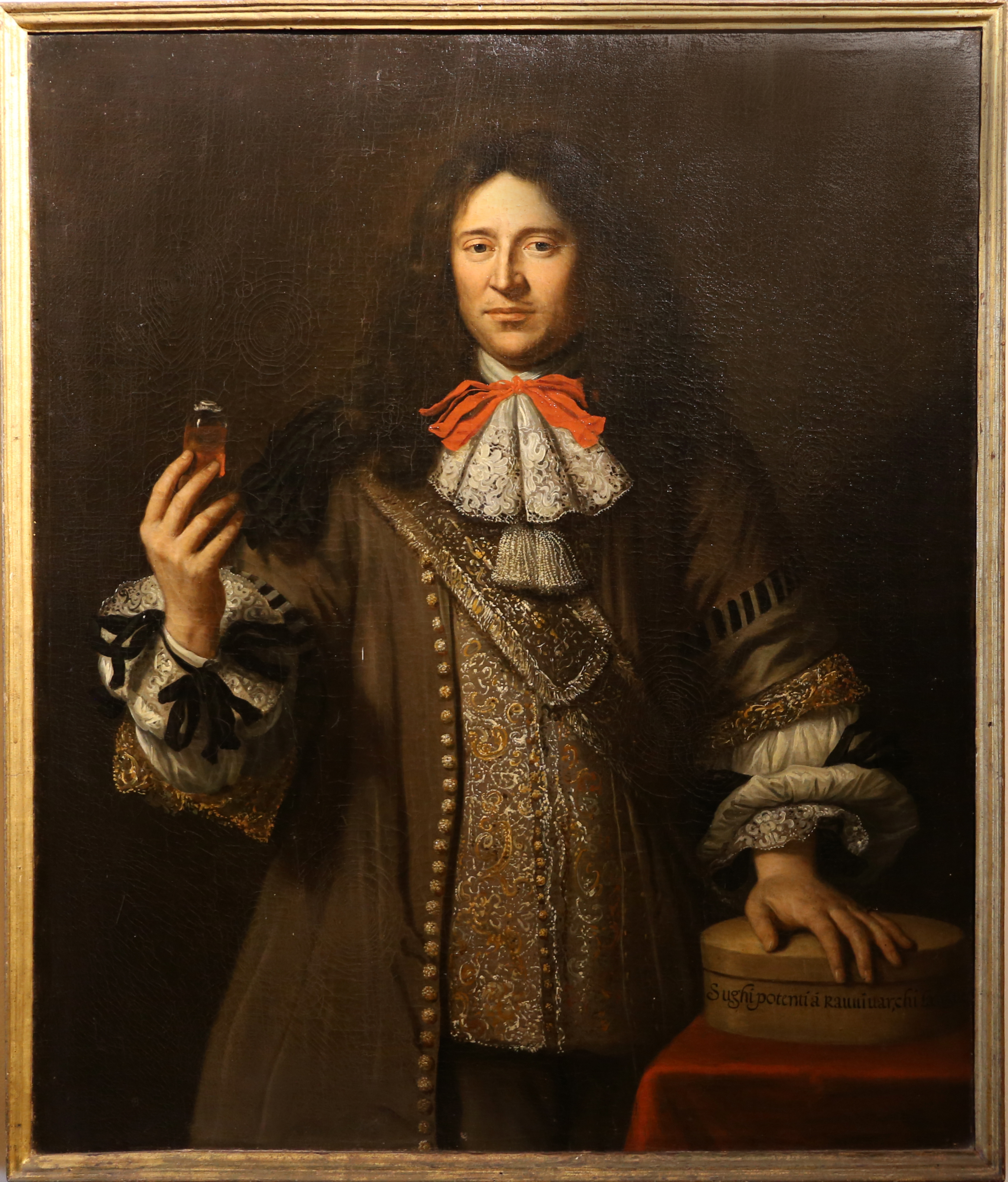
Anton Domenico Gabbiani: Bildnis eines Arztes, ca. 1690, Museo civico di Montepulciano

Im Jahr 1699 reiste Gabbiani noch einmal nach Venedig, um sich über die dortigen modernsten Entwicklungen auf dem Laufenden zu halten. Von Prinz Ferdinando erhielt er den Auftrag für das zwischen 1701 und 1718 entstandene Kuppelfresko Himmelfahrt der Hl. Maria Magdalena in San Frediano in Cestello (Florenz), das zu seinen wichtigsten Werken gezählt wird.
Gabbianis Ruhe auf der Flucht nach Ägypten von 1704 (im Depot in der Chiesa della Sacra Famiglia, in Marina di Carrara) gefiel Ferdinando so sehr, dass er sie wegen ihrer „Vollkommenheit und Schönheit während der Oktave des Corpus Domini zum Troste des Volkes auf dem Domplatz öffentlich ausstellen ließ“ (Hugford, 1762, S. 10).
Auch nach dem Tode Ferdinandos de’ Medici im Jahr 1713, bekam Gabbiani weiterhin Aufträge von Cosimo III. de’ Medici. Gabbianis Arbeiten in den 1710er Jahren tendieren stilistisch bereits zum Rokoko, doch zeigen seine letzten Werke nach 1720 wieder den deutlichen Einfluss des römischen Klassizismus nach Maratta.
Während der Arbeit an einem Deckenfrecko mit dem Gastmahl der Götter im Palazzo Incontri in Florenz stürzte Gabbiani vom Gerüst und starb an den Folgen am 22. November 1726. Sein Grabmonument in der Kirche San Felice in Piazza wurde auf Wunsch seines Sohnes von dem Bildhauer G. Ticciati geschaffen.
Gabbiani hatte zahlreiche Schüler, darunter Giovanni Battista Cipriani, Benedetto Luti, Ranieri del Pace, Tommaso Redi und sein Neffe Gaetano Gabbiani.

## Galerie

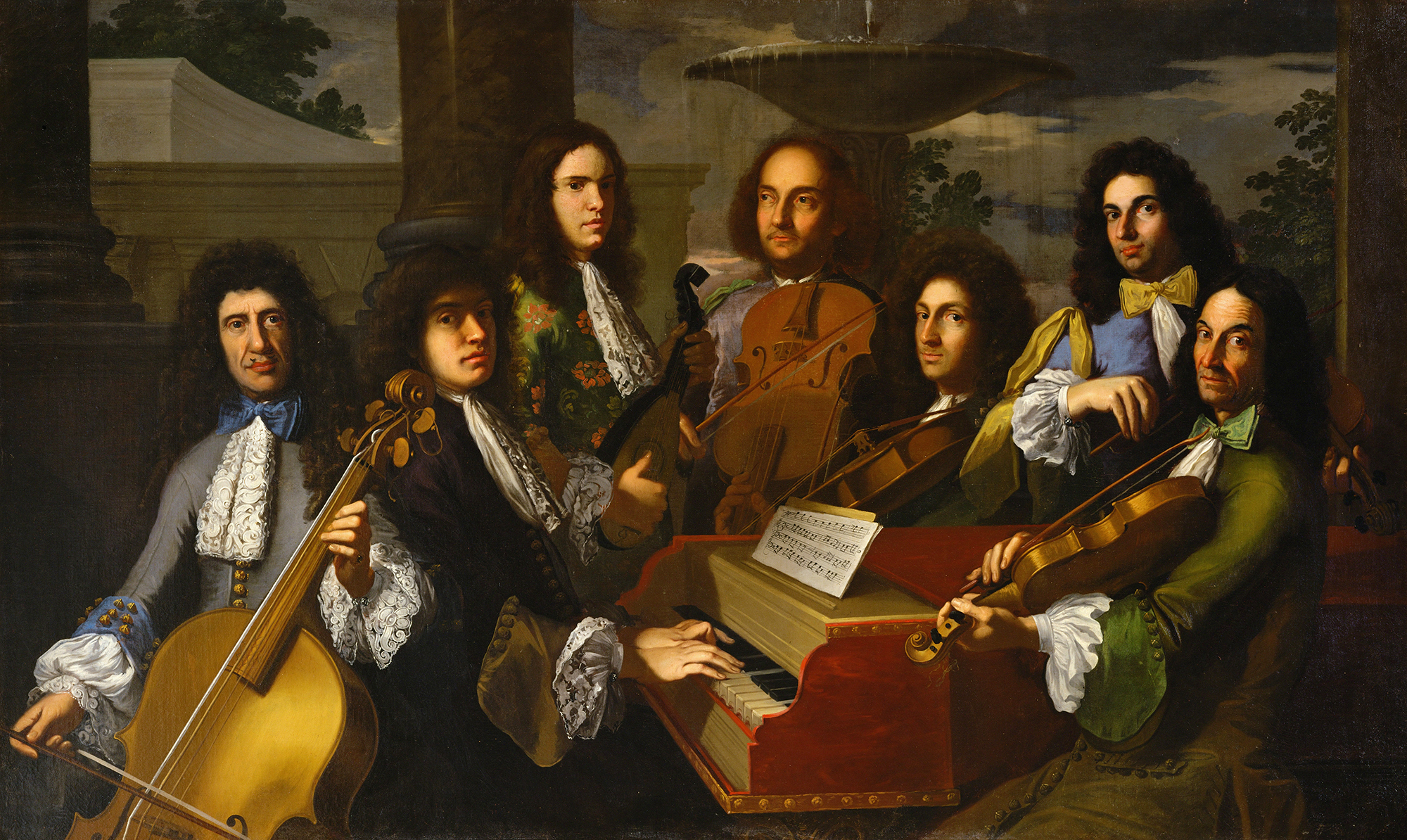
Musiker von Ferdinando de’Medici, ca. 1685
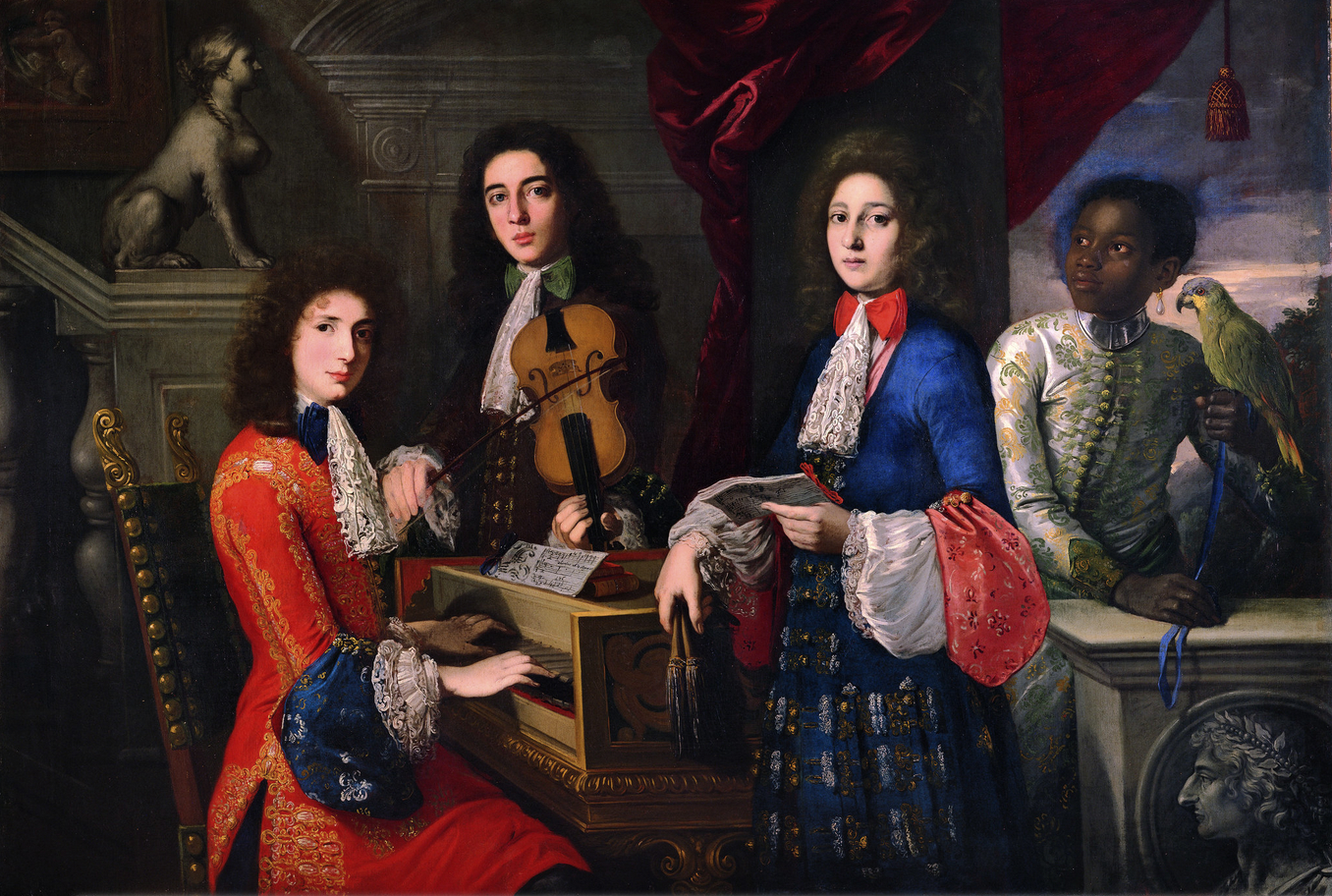
Drei Musiker und ein Mohr am Medicihof, ca. 1685

## Werke
Fresken:
- in der Galerie des Palazzo Medici Riccardi, Florenz, 1690–91
- Dekoration im Mezzaningeschoss des Palazzo Pitti, Florenz, 1692–93
- in der Galerie des Palazzo Corsini, Florenz, 1696
- im Palazzo Strozzi-Ridolfi, Florenz
- in der Casa Gerini, Florenz
- im Palazzo Orlandini del Beccuto, Florenz, 1697
- Apotheose Cosimos d. Ä., Villa Medici in Poggio a Caiano, 1698
- Himmelfahrt der Hl. Maria Maddalena, Kuppelfresko von San Frediano in Cestello (Florenz), 1702–18
- Die Hl. Jungfrau gibt den sieben Gründern des Servitenordens den Habit, Fresko für das Santuario di Montesenario, 1718

Ölgemälde:
- Der Hl. Franziskus von Sales in der Glorie, Kirche SS. Apostoli, Florenz, 1685
- Porträt der Vittoria Della Rovere, Palazzo Pitti, Florenz, 1680er Jahre
- Porträt des Ferdinando de’Medici, Palazzo Pitti, Florenz, 1680er Jahre
- Porträt der Anna Maria Luisa de Medici, Palazzo Pitti, Florenz, 1680er Jahre
- Gruppenportrait von Musikern des Medicihofes, 1680er Jahre
- Ferdinando de Medici mit seinen Musikern, 1680er Jahre
- Drei Musiker und ein Mohr vom Hofe Ferdinandos de’ Medici, 1680er Jahre
- Die drei Kastraten Vincenzo Olivicciani (Vincenzino), Antonio Rivani und Giulio Cavaletti, 1680er Jahre
- Gruppenporträt von Jägern, 1680er Jahre
- Familie am Hofe des Fürsten Ferdinando, früher in der Villa Medici di Castello, heute Uffizien, 1680er Jahre
- Selbstbildnis, Sammlung Hugford, 1680er Jahre
- Entführung des Ganimed, Florenz, Uffizien, 1700
- Erminia bei den Hirten, Villa Medici in Poggio a Caiano, 1702
- Ruhe auf der Flucht nach Ägypten, im Depot in der Chiesa della Sacra Famiglia, in Marina di Carrara, 1704
- Herabkunft des H. Geistes, Hauptaltar der Benediktinerkirche San Giorgio alla Costa, Florenz, ca. 1710
- Christus verteilt die Kommunion an den Hl. Petrus von Alcantara in Gegenwart der Hl. Teresa von Avila, Bayerische Gemäldesammlungen: Schloss Schleißheim, 1714
- Selbstbildnis, Florenz, Uffizien, 1715
- Darbietung im Tempel, Museo civico, Pistoia, 1716
- Martyrium des Hl. Lorenz und Mariä Himmelfahrt, Pescia,
- Tod der Hl. Scholastica, Borgo a Buggiano
- Himmelfahrt Mariä, Accademia, Florenz, 1720–22
- Madonna mit Kind und Symbole der Passion, Accademia, Florenz, 1720–22
- Tod des Hl. Joseph, Accademia, Florenz, 1723
- Erscheinung der Jungfrau vor dem Hl. Filippo Neri, Kirche San Firenze, Florenz, 1724

Zahlreiche vorbereitende Zeichnungen befinden sich in den Uffizien.